# شانه‌سرخسان
شانه‌سرخسان (نام علمی: Schizaeaceae) نام یک خانواده از راسته شانه‌سرخس‌سانان است.